# جاك فيني
جاك فيني (بالإنجليزية: Jack Finney)‏ (و. 1911 – 1995 م) هو روائي، وكاتب، وكاتب سيناريو، ومؤلف، وكاتب خيال علمي أمريكي، ولد في ميلواكي، ويسكنسن، توفي عن عمر يناهز 84 عاماً، بسبب ذات الرئة، ونفاخ رئوي.

## التعليم
تعلم في كلية نوكس ‏.

## جوائز وترشيحات
حصل على جوائز منها:
جوائز
- Grand prix de l'Imaginaire [الإنجليزية]‏
- World Fantasy Award—Life Achievement [الإنجليزية]‏ (1987)

ترشيحات
- جائزة هوغو لأفضل عمل درامي (1979)

ترشح لـ:
- جائزة هوغو لأفضل طرح درامي، عن عمل: Invasion of the Body Snatchers (1978 film) [الإنجليزية]‏ (1979).

## وصلات خارجية
- جاك فيني على موقع IMDb (الإنجليزية)
- جاك فيني على موقع أول موفي (الإنجليزية)
- جاك فيني على موقع قاعدة بيانات الأفلام السويدية (السويدية)
- جاك فيني على موقع إن إن دي بي (الإنجليزية)
- جاك فيني على موقع قاعدة بيانات الفيلم (الإنجليزية)